# Kriegerdenkmal Menz

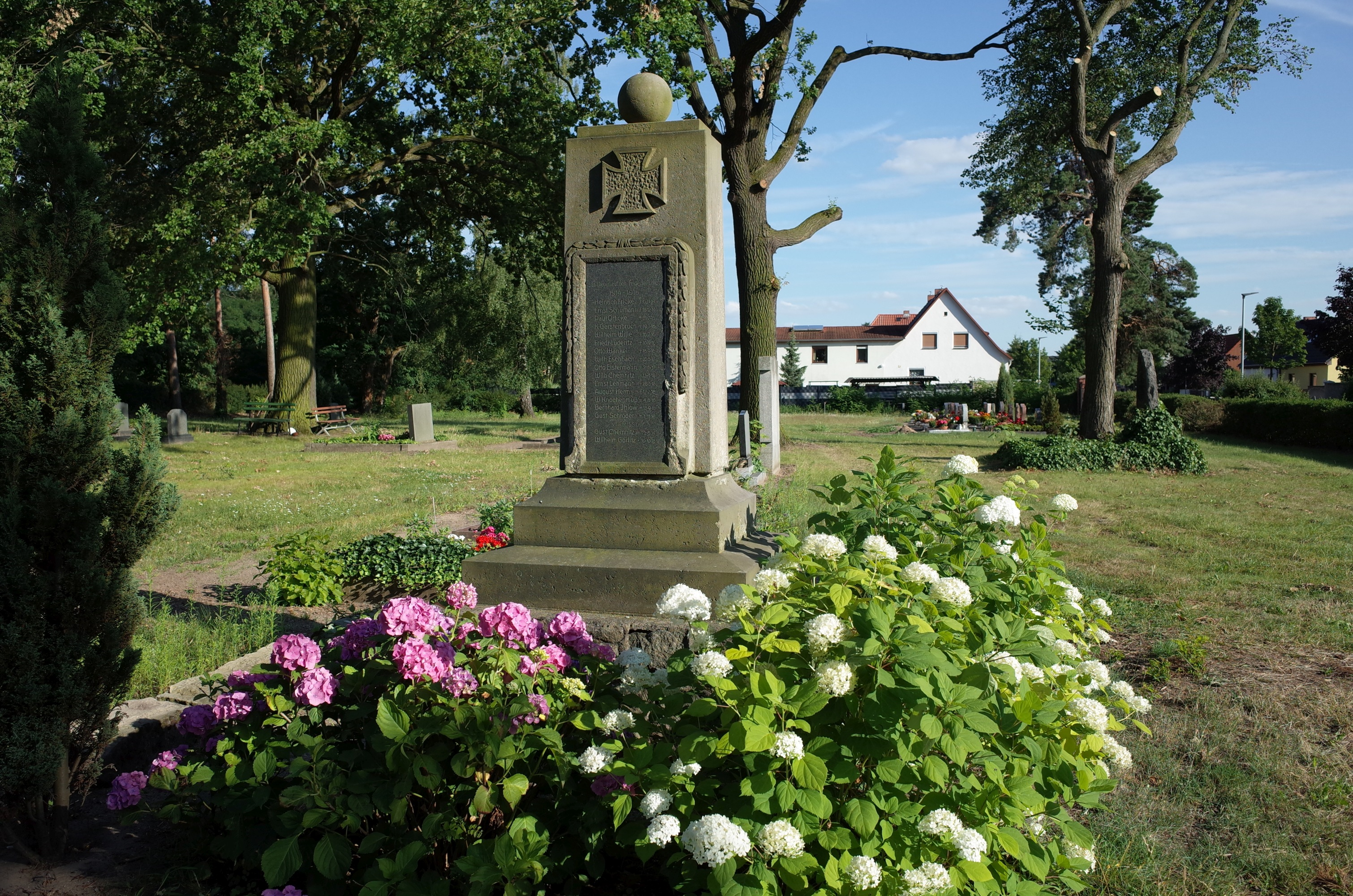
Kriegerdenkmal auf dem Friedhof

Das Kriegerdenkmal Menz ist ein denkmalgeschütztes Kriegerdenkmal in der Ortschaft Menz der Gemeinde Gommern in Sachsen-Anhalt. Im örtlichen Denkmalverzeichnis ist das Kriegerdenkmal unter der Erfassungsnummer 107 05018 als Baudenkmal verzeichnet.

## Lage
Das Kriegerdenkmal befindet sich dem Friedhofsgelände der Ortschaft Menz.

## Gestaltung
Bei dem Kriegerdenkmal handelt es sich um eine Stele. Diese Stele wird durch eine Kugel gekrönt und in ihr ist eine Gedenktafel für die Gefallenen des Ersten Weltkrieges eingelassen.

## Inschriften

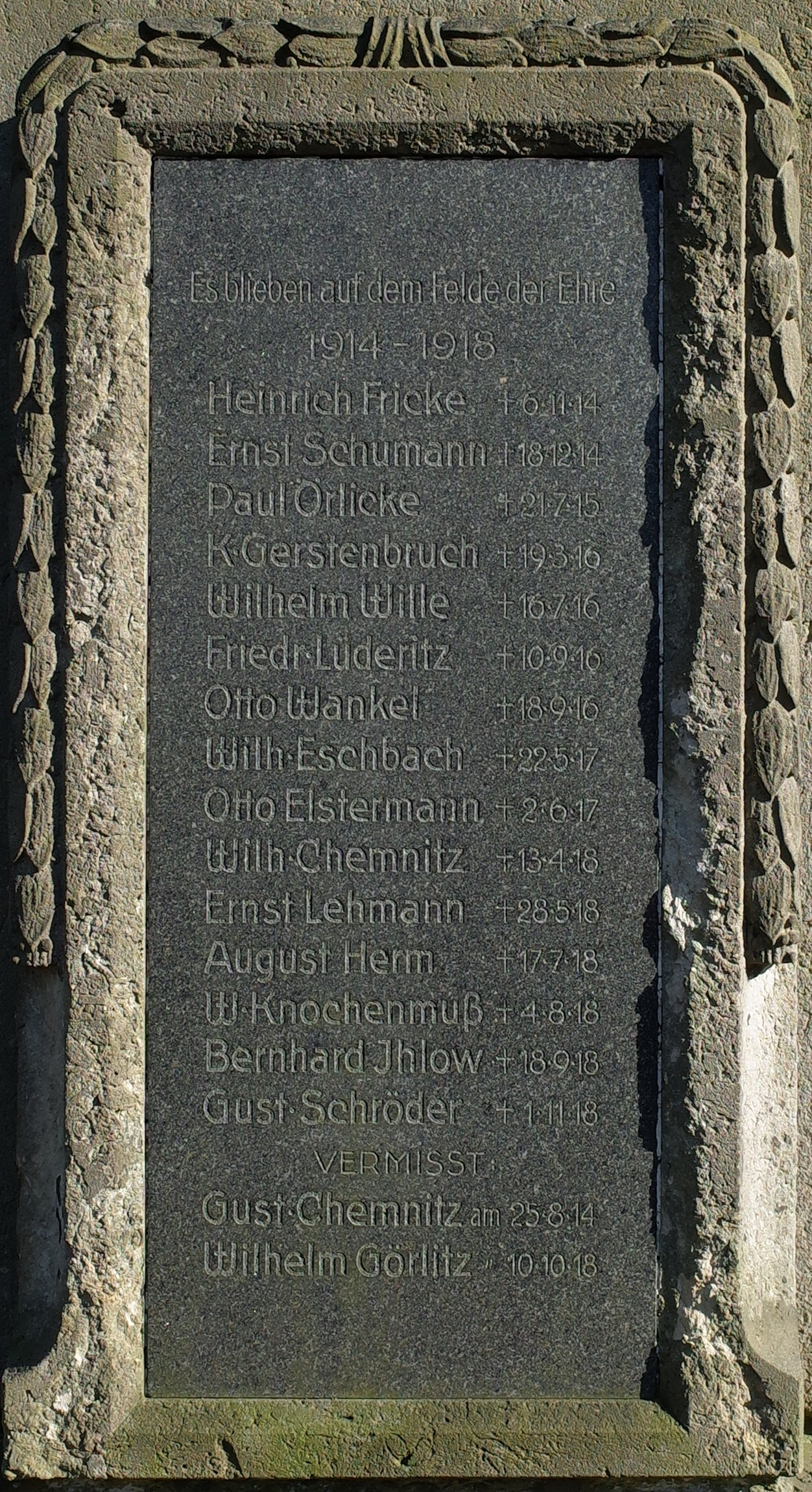
Gedenktafel

Es blieben auf dem Felde der Ehre

1914 -1918 
- Chemnitz, Gust.
- Chemnitz, Wilh.
- Elstermann, Otto
- Eschenbach, Wilh.
- Fricke, Heinrich
- Gerstenbruch, K.
- Görlitz, Wilhelm
- Herm, August
- Ihlow, Bernhard
- Knochenmuß, W.
- Lehmann, Ernst
- Lüderitz, Friederich
- Örlicke, Paul
- Schöder, Gust.
- Schumann, Ernst
- Wankel, Otto
- Wille, Wilhelm

## Quelle
- Gefallenendenkmal Menz Online, abgerufen am 16. Juni 2017.